# Aspfjäril
Aspfjärilen (Limenitis populi) förekommer sällsynt från Skåne till Västerbotten eller är åtminstone svårobserverad. Vingbredden är 69–90 mm, honan är större än hanen. Honan har också ett bredare vitt fält över vingarna än hanen. De adulta fjärilarna har en relativt kort flygperiod i månadsskiftet juni/juli. De allra flesta observationerna är av hanar som kommer ner till grusvägar för att suga fukt från marken. Honorna är betydligt svårare att få syn på och ses i princip aldrig nere på marken. Ett bra sätt att få se aspfjäril är att lägga ut till exempel surströmming då hanarna attraheras av lukten av ruttnande kött och djurspillning.    
Äggen är gröna och läggs ett och ett på ovansidan av värdväxtbladen. Larven växer långsamt under sensommaren och avbryter tillväxten efter första hudömsningen (ca 5–6 mm) och spinner ihop ett löv till en övervintringshylsa (tabernakel) som den sedan gömmer sig i till nästa vår då den börjar äta av de färska bladen. Larven är som liten brunaktig men efter andra hudömsningen efter övervintringen får larven gröna inslag i sin färgteckning. Den får dessutom två tydliga utskott precis bakom huvudet och får ännu mer inslag av grönt ju större den blir. Larven lever på asp och poppel och förpuppas som hängpuppa på värdväxten, oftast på ett blad.
Aspfjäril är Dalslands landskapsinsekt.

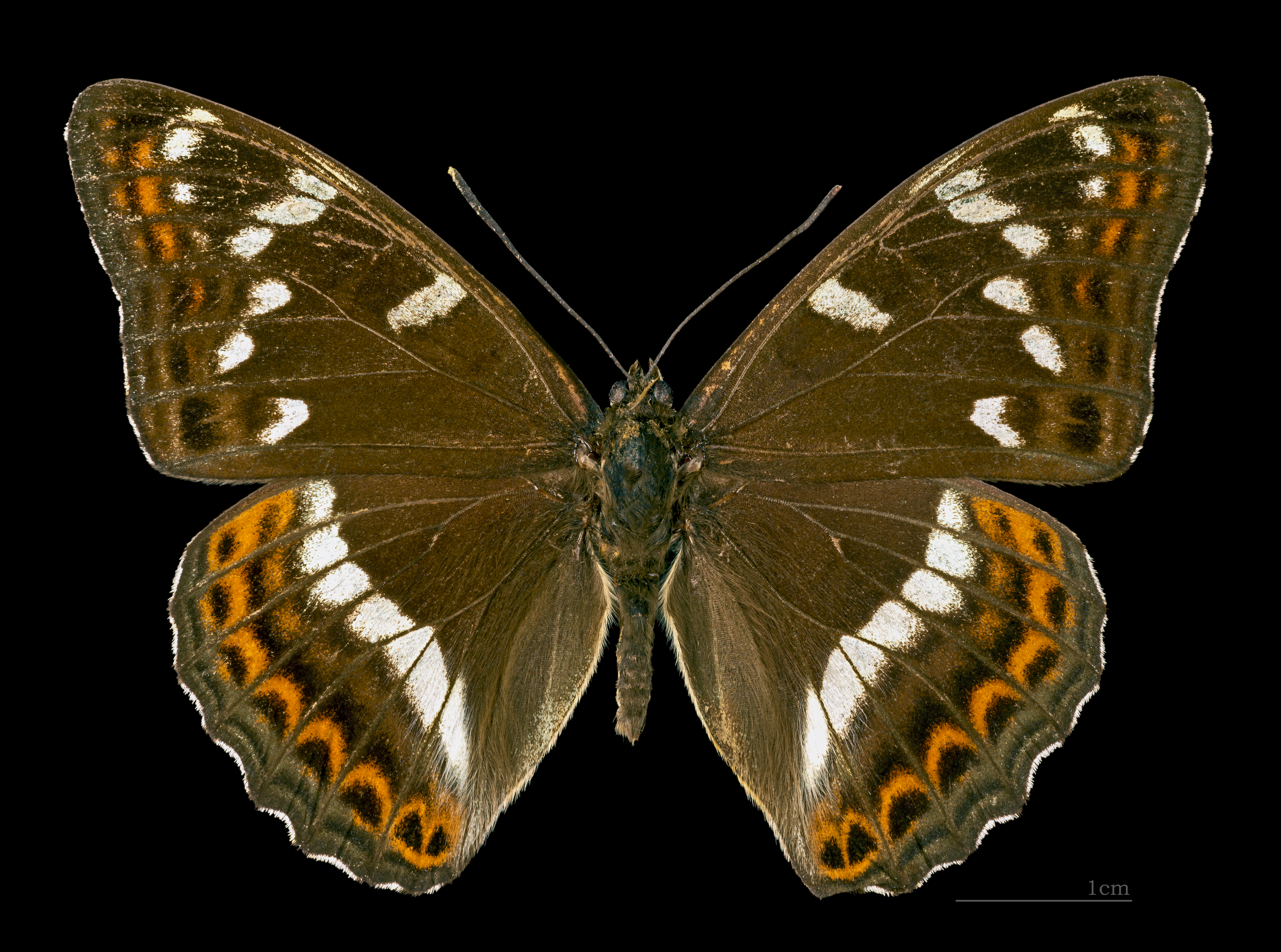
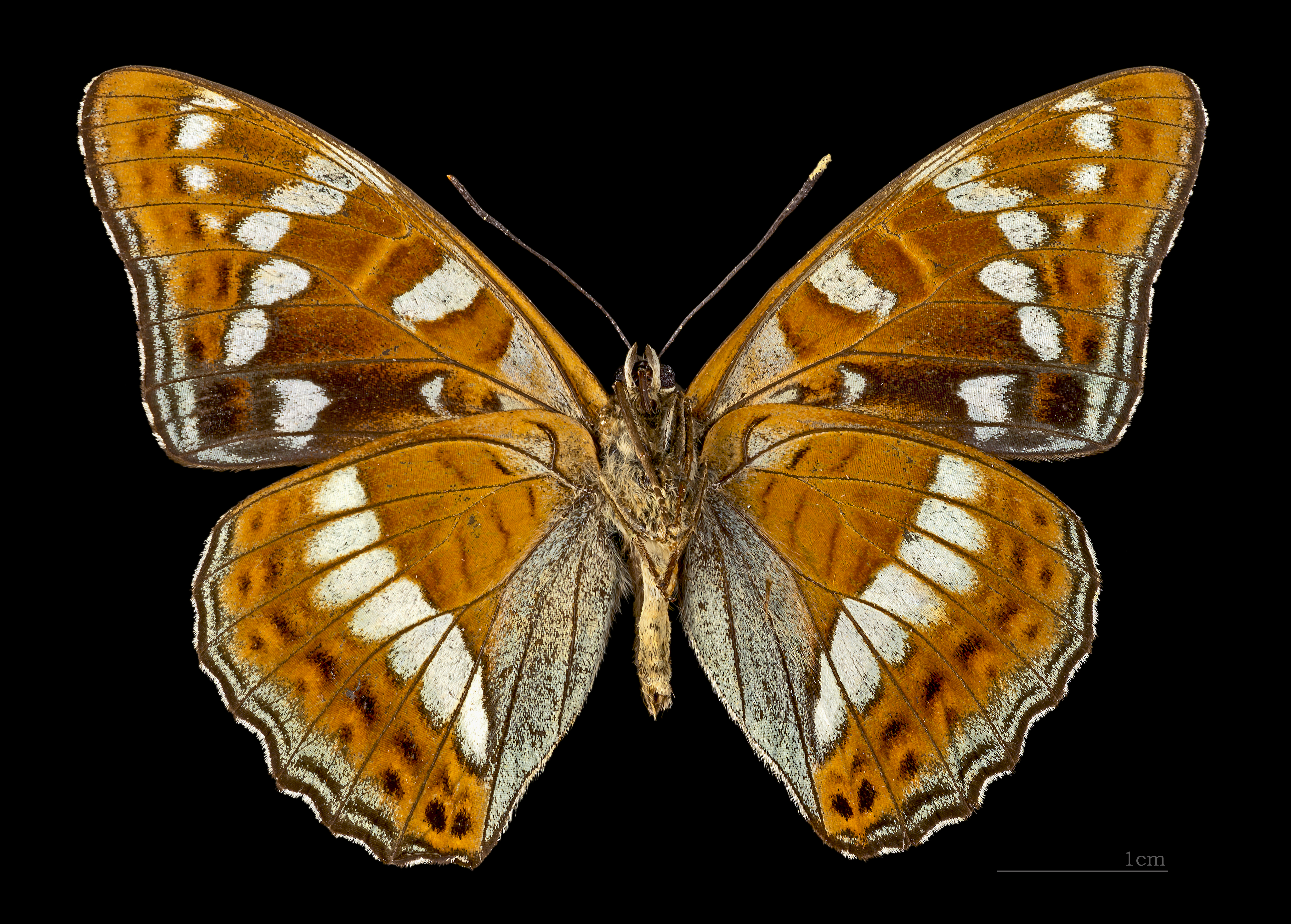